# Armia Dunajska
Armia Dunajska (ros. Дунайская армия) – jedna z armii Imperium Rosyjskiego w czasie I wojny światowej.
Sztab polowy Armii zorganizowano w listopadzie 1916 roku ze sztabu polowego 47 Korpusu Armijnego byłej Armii dobrudzkiej. W grudniu 1916 roku przemianowana na 6 Armię, a na bazie jej sztabu polowego zorganizowano polowy sztab Frontu Rumuńskiego.

## Struktura organizacyjna
W skład Armii wchodziły:
- 47 Korpus Armijny Imperium Rosyjskiego od 1 - 20 października 1916;
- 6 Korpus Kawalerii Imperium Rosyjskiego od 28 października 1916;

Dowódcą Armii był gen. kawalerii Władimir Wiktorowicz Sacharow.